# إيغور بوجيتش
إيغور بوجيتش (بالسلوفينية: Igor Božić)‏ هو لاعب كرة قدم سلوفيني في مركز حراسة المرمى، ولد في 14 يوليو 1987 في بوستوينا في سلوفينيا. لعب مع راد بيوغراد.

## وصلات خارجية
- إيغور بوجيتش على موقع قاعدة بيانات كرة القدم.إي يو (الإنجليزية)